# Luftflotte 2
Pour les articles homonymes, voir 2e flotte.
La Luftflotte 2 (2e flotte aérienne) a été l'une des grandes unités de la Luftwaffe (Wehrmacht) allemande durant la Seconde Guerre mondiale. 

## Création et différentes dénominations
Elle a été formée le 1er février 1939 à Brunswick à partir de Luftwaffengruppenkommando 2 et transférée en Italie le 15 novembre 1941. 
La Luftflotte 2 a été dissoute le 27 septembre 1944.
| Début            | Fin               | Nom                         |
| ---------------- | ----------------- | --------------------------- |
| 4 février 1938   | 1er février 1939  | Luftwaffengruppenkommando 2 |
| 1er février 1939 | 27 septembre 1944 | Luftflotte 2                |

## Zones d'engagements
- 1939 : Défense en Occident
- 1940 : France
- 1941 : Secteur central du front de l'Est
- 1942 : Méditerranée et en Afrique
- 1943 : Méditerranée et en Afrique
- 1944 : Italie

## Commandement

Drapeau du chef de la Luftflotte

| Début            | Fin               | Grade                | Nom                             |
| ---------------- | ----------------- | -------------------- | ------------------------------- |
| 1er février 1939 | 12 janvier 1940   | General              | Hellmuth Felmy                  |
| 12 janvier 1940  | 11 juin 1943      | Generalfeldmarschall | Albert Kesselring               |
| 12 juin 1943     | 27 septembre 1944 | Generalfeldmarschall | Wolfram Freiherr von Richthofen |

## Chef d'état-major
| Début            | Fin              | Grade           | Nom                   |
| ---------------- | ---------------- | --------------- | --------------------- |
| 1er octobre 1939 | 19 décembre 1939 | Oberst          | Josef Kammhuber       |
| 19 décembre 1939 | 30 janvier 1940  | Generalleutnant | Wilhelm Speidel       |
| 30 janvier 1940  | 31 juillet 1940  | Oberst          | Gerhard Bassenge (en) |
| ?                | ?                | ?               | ?                     |
| 5 octobre 1940   | 11 août 1942     | Generalmajor    | Hans Seidemann        |
| 25 août 1942     | 25 juin 1943     | Generalmajor    | Paul Deichmann        |
| Juin 1943        | Septembre 1943   | Generalmajor    | Torsten Christ (en)   |
| 1er octobre 1943 | Septembre 1944   | Generalleutnant | Ernst Müller          |

## Quartier Général
Le Quartier Général se déplaçait suivant l'avancement du front.
| Début             | Fin                | Ville                      |
| ----------------- | ------------------ | -------------------------- |
| 1er février 1939  | 1er septembre 1939 | Brunswick                  |
| Septembre 1939    |                    | Münster                    |
| 17 juillet 1940   | Mai 1941           | Bruxelles                  |
| Mai 1941          |                    | Varsovie-Bielany           |
| Octobre 1941      |                    | Smolensk                   |
| 1er décembre 1941 | Septembre 1943     | Frascati                   |
| Septembre 1943    | Octobre 1943       | Malcesine                  |
| Octobre 1943      | 27 avril 1944      | Abano Terme près de Padoue |
| 27 avril 1944     | 20 juillet 1944    | Salsomaggiore              |
| 20 juillet 1944   | Septembre 1944     | Malcesine                  |

## Unités subordonnées
- Verbindungsstaffel/Luftflotte 2 (W.34) : Février 1941 - Octobre 1941
- Kurierstaffel/Luftflotte 2 (He 111)
- Luftwaffenkommando Südost : 1er janvier 1943 - 10 mars 1943
- Komm. General der Deutschen Luftwaffe en Italie : Décembre 1941 - Septembre 1944
- I. Fliegerkorps : 15 mai 1940 - Fin août 1940
- II. Fliegerkorps : Juillet 1940 - Décembre 1943
- IV. Fliegerkorps : Octobre 1939 - Juillet 1940
- VIII. Fliegerkorps : Octobre 1939 - 13 mai 1940 / Juin 1941 - Juillet 1941 / 28 septembre 1941 - Décembre 1941
- IX. Fliegerkorps : Octobre 1940 - Mai 1941
- X. Fliegerkorps : Octobre 1939 - Avril 1940 / Décembre 1941 - 9 mars 1943
- Fliegerkorps Tunis : Février 1943 - Mai 1943
- Luftlandekorps Student : Mai 1940
- Ital. Fliegerkorps (CAI) : Septembre 1940 - Avril 1941
- 2. Flieger-Division : Novembre 1942 - Janvier 1944 / Juillet 1944 - Septembre 1944
- 3. Flieger-Division : Février 1939 - Octobre 1939
- 4. Flieger-Division : Février 1939 - Octobre 1939
- 9. Flieger-Division : 23 mai 1940 - Octobre 1940
- 1. Nachtjagd-Division : 17 juillet 1940 - 21 mars 1941
- Fliegerführer 2 : Juillet 1943 - Mai 1944
- Fliegerführer Afrika : Novembre 1941 - Février 1943
- Fliegerführer Sardinien : Juillet 1943
- Jagdfliegerführer 1 : Janvier 1940 - Hiver 1941/1942
- Jagdfliegerführer 2 : Janvier 1940 - Mai 1941
- Jagdfliegerführer Oberitalien : Juillet 1943 - Septembre 1944
- Jagdfliegerführer Sizilien : Juillet 1943
- Luftgau-Kommando II : Mai 1941 - Décembre 1941
- Luftgau-Kommando VI : Octobre 1937 - 21 mars 1941
- Luftgau-Kommando XI : Février 1939 - 21 mars 1941
- Luftgau-Kommando Belgien-Nordfrankreich : Juin 1940 - Mai 1941
- Luftgau-Kommando Holland : Mai 1940 - Mai 1941
- Luftgau-Kommando Griechenland : ?
- Feldluftgau-Kommando XXVIII : Juin 1943 - Septembre 1944
- Luftgaustab z.b.V. 2 : Juin 1941 - Novembre 1941
- Luftgaustab z.b.V. 6 : Avril 1940 - Juin 1940
- Luftgaustab z.b.V. 11 : Avril 1940 - Juin 1940
- Luftgaustab z.b.V. 20 : Juin 1941 - Novembre 1941
- II. Flakkorps : Octobre 1939 - Décembre 1940 / Septembre 1941 - Novembre 1941
- 19. Flak-Division : Août 1942 - Mai 1943
- 20. Flak-Division : Novembre 1942 - Mai 1943
- 25. Flak-Division : Avril 1944 - Septembre 1944
- Flak-Brigade VII : Novembre 1941 - Août 1942
- 17. Flak-Brigade : Mars 1943 - Avril 1944
- 22. Flak-Brigade : Mai 1943 - Octobre 1943
- Luftnachrichten-Regiment 2
- Luftnachrichten-Regiment 12
- Luftnachrichten-Regiment 22

## Abréviations
- FAGr = Fernaufklärungsgruppe = Reconnaissance aérienne.
  - Gruppe = équivalent dans la RAF  à Wing.
- JG = Jagdgeschwader = Chasseur.
  - Geschwader = équivalent dans la Royal Air Force à Group.
- KG = Kampfgeschwader = Bombardier.
- KG zbV = Kampfgeschwader zur besonderen Verwendung = Transport aérien, plus tard TG.
- NAGr = Nahaufklärungsgruppe = Liaison aérienne.
- NASt = Nahaufklärungsstaffel = Reconnaissance aérienne.
  - Staffel = équivalent dans la RAF à Squadron.
- NSGr = Nachtschlachtgruppe = Chasseur-bombardier de nuit.
- SAGr = Seeaufklärungsgruppe = Patrouille maritime
- SG = Schlachtgeschwader = Attaque au sol.
- TG = Transportgeschwader = Transport aérien.
- ZG = Zerstörergeschwader = Chasseurs lourds.